# Anagyrus greeni
Anagyrus greeni är en stekelart som beskrevs av Howard 1896. Anagyrus greeni ingår i släktet Anagyrus och familjen sköldlussteklar.
Artens utbredningsområde är:
- Dominikanska republiken.
- Egypten.
- Ghana.
- Italien.
- Sri Lanka.

Inga underarter finns listade i Catalogue of Life.